# Cryptanura rufa
Cryptanura rufa là một loài tò vò trong họ Ichneumonidae.